# Raymond Cornubert
Raymond Cornubert, né le 10 février 1889 à Paris 6e, mort le 8 janvier 1984 à Montpellier, est un chimiste français.

## Biographie
Ingénieur diplômé (25° promotion) de l'École supérieure de physique et de chimie industrielles de la ville de Paris (aujourd'hui ESPCI ParisTech), il travaille dans le laboratoire d'Albin Haller avant d'être nommé professeur de chimie organique et doyen de la faculté des sciences de l'Université de Nancy. Il travaille sur la synthèse des composés cycliques, principalement des cyclanones. Raymond Cornubert est lauréat du Prix Jecker en 1939 et élu correspondant de l'Académie des sciences en 1947. Il est fait officier de la légion d'honneur en 1950 et président de la société française de chimie en 1962.